# Calle Amargura (Sevilla)
La calle Amargura es una vía pública de la ciudad española de Sevilla, situada en el barrio de Feria, dentro del centro histórico de la ciudad.

## Descripción
La vía discurre desde la plaza de Calderón de la Barca hasta la calle Relator. Aparece descrita en la Noticia histórica del origen de los nombres de las calles de esta ciudad de Sevilla (1839) de Félix González de León con las siguientes palabras:

Calle de la Amargura. Es divisoria de los cuarteles C. y D. y está en la parroquia Omnium Sactorum. No he podido descubrir el origen de su nombre: nada hay en ella de particular; es angosta y vá desde la plaza de la Feria, á la calle de S. Basilio.
(González de León, 1839, p. 169)